# It's No Good
It's No Good è un singolo del gruppo musicale britannico Depeche Mode, pubblicato il 31 marzo 1997 come secondo estratto dal nono album in studio Ultra.

## Descrizione
Il brano si caratterizza per un alto registro vocale da parte del frontman Dave Gahan, ascoltabile principalmente nelle strofe, e per sonorità dark ottenute grazie ai sintetizzatori e alle chitarre.

## Promozione
It's No Good è stato commercializzato nel marzo 1997 attraverso la Mute Records e tra il 15 e il 29 aprile dello stesso anno dalla Reprise Records per il mercato statunitense, accompagnato da vari remix e da un inedito strumentale intitolato Slowblow.
Il singolo è apparso successivamente nelle raccolte The Singles 86-98 e The Best of Depeche Mode, Volume 1, mentre il remix di Speedy J è stato inserito in Remixes 81-04.

## Video musicale
Il video, diretto da Anton Corbijn (che nell'introduzione interpreta il personaggio che annuncia la band), mostra i Depeche Mode che cantano in uno squallido locale accompagnati da due ragazze. Dopo una rissa, il trio si sposta tra le strade di New York e si reca presso l'hotel fittizio Ultra (omaggio all'album omonimo), unendosi a un batterista per eseguire il brano e ricevere un compenso utile per pagare le ballerine. Tuttavia, i contanti vengono rubati e, nella ricostruzione allegorica, il gruppo rimane a mani vuote (visto che anche le accompagnatrici lasciano il terzetto in solitudine), come un gruppo ormai decaduto, sotto la pioggia.
Alcuni spezzoni del video compaiono in Martyr.
Un filmato alternativo in bianco e nero, girato sempre da Corbijn, è stato usato come sfondo durante l'Exciter Tour.

## Tracce
Testi e musiche di Martin L. Gore.
CD – parte 1 (Australia, Corea del Sud, Europa, Hong Kong, Sudafrica. Taiwan)
1. It's No Good – 6:00
2. Slowblow (Darren Price Mix) – 6:29
3. It's No Good (Bass Bounce Mix) – 7:17
4. It's No Good (Speedy J Mix) – 5:01

CD – parte 2 (Europa, Hong Kong)
1. It's No Good (Hardfloor Mix) – 6:44
2. Slowblow – 5:28
3. It's No Good (Andrea Parker Mix) – 6:15
4. It's No Good (Motor Bass Mix) – 3:48

MC (Regno Unito)
- Lato A

1. It's No Good – 6:00

- Lato B

1. Slowblow – 5:28

12" (Europa)
- Lato A

1. It's No Good (Hardfloor Mix) – 6:43
2. It's No Good (Speedy J Mix) – 5:04

- Lato B

1. It's No Good (Motor Bass Mix) – 3:48
2. It's No Good (Andrea Parker Mix) – 6:14
3. It's No Good (Dom T Mix) – 7:16

CD (Giappone)
1. It's No Good – 6:01
2. Slowblow (Darren Price Mix) – 6:29
3. It's No Good (Bass Bounce Mix) – 7:17
4. It's No Good (Speedy J Mix) – 5:02
5. It's No Good (Hardfloor Mix) – 6:44
6. Slowblow (Original Mix) – 5:27
7. It's No Good (Andrea Parker Mix) – 6:14
8. It's No Good (Motor Bass Mix) – 3:46

CD (Stati Uniti)
1. It's No Good – 6:00
2. Slowblow (Darren Price Mix) – 6:27
3. It's No Good (Bass Bounce Mix) – 7:15

CD maxi (Canada, Stati Uniti)
1. It's No Good – 5:59
2. It's No Good (Hardfloor Mix) – 6:43
3. Slowblow – 5:24
4. It's No Good (Speedy J Mix) – 5:05
5. It's No Good (Bass Bounce Mix) – 7:15

MC (Stati Uniti)
- Lato A

1. It's No Good – 5:59
2. It's No Good (Motor Bass Mix) – 3:48

- Lato B

1. Slowblow (Darren Price Mix) – 6:29

12" (Stati Uniti)
- Lato A

1. It's No Good (Hardfloor Mix) – 6:41
2. It's No Good (Bass Bounce Mix) – 7:15

- Lato B

1. It's No Good (Speedy J Mix) – 5:00
2. It's No Good (Darren Price Mix) – 6:27

## Formazione
Hanno partecipato alle registrazioni, secondo le note di copertina di Ultra:
Gruppo
- David Gahan – voce
- Andrew Fletcher – strumentazione
- Martin Gore – strumentazione, voce

Altri musicisti
- Kerry Hopwood – programmazione
- Dave Clayton – tastiera, programmazione tastiera
- Victor Indrizzo – percussioni

Produzione
- Tim Simenon – produzione, missaggio
- Q – missaggio, ingegneria del suono
- Paul Hicks – assistenza tecnica
- Guy Massey – assistenza tecnica
- Lee Fitzgerald – assistenza tecnica
- Tom Rixton – assistenza tecnica
- Gary Forde – assistenza tecnica
- Lee Phillips – assistenza tecnica
- Jamie Campbell – assistenza tecnica
- Jim – assistenza tecnica
- Greg – assistenza tecnica
- Audie Chamberlain – assistenza tecnica
- Robbie Kazandjian – assistenza tecnica
- Mike Marsh – mastering
- Anton Corbijn – direzione artistica, fotografia, copertina principale
- Brian Dowling – stampa dei colori
- Area – design interni

## Classifiche
| Classifica (1997)                 | Posizione massima |
| --------------------------------- | ----------------- |
| Austria                           | 28                |
| Belgio (Fiandre)                  | 43                |
| Belgio (Vallonia)                 | 14                |
| Canada                            | 36                |
| Canada (rock/alternative)         | 2                 |
| Danimarca                         | 1                 |
| Europa                            | 10                |
| Finlandia                         | 5                 |
| Germania                          | 5                 |
| Irlanda                           | 13                |
| Italia                            | 1                 |
| Norvegia                          | 11                |
| Paesi Bassi                       | 50                |
| Regno Unito                       | 5                 |
| Spagna                            | 1                 |
| Stati Uniti                       | 38                |
| Stati Uniti (alternative)         | 4                 |
| Stati Uniti (dance club)          | 1                 |
| Stati Uniti (dance singles sales) | 13                |
| Svezia                            | 1                 |
| Svizzera                          | 30                |